# یواس‌اس الاکریتی (اس‌پی-۲۰۶)
یواس‌اس الاکریتی (اس‌پی-۲۰۶) (به انگلیسی: USS Alacrity (SP-206)) یک کشتی بود که طول آن ۱۱۸ فوت ۰ اینچ (۳۵٫۹۷ متر) بود. این کشتی در سال ۱۹۱۰ ساخته شد.